# 23769 Russellbabb
23769 Russellbabb este un asteroid din centura principală de asteroizi.

## Descriere
23769 Russellbabb este un asteroid din centura principală de asteroizi. A fost descoperit pe 24 iunie 1998 la Socorro, New Mexico, în cadrul proiectului LINEAR. Asteroidul prezintă o orbită caracterizată de o semiaxă mare de 2,46 ua, o excentricitate de 0,11 și o înclinație de 8,3° în raport cu ecliptica.